# Zlatko Crnković (prevoditelj)
Zlatko Crnković (Čaglin pokraj Požege, 11. svibnja 1931. - Zagreb, 2. studenoga 2013.), bio je hrvatski prevoditelj, književnik, književni kritičar i urednik.

## Životopis
Nakon osnovne škole u Čaglinu, školovanje je nastavio u Zagrebu, gdje je 1956. godine diplomirao engleski i njemački jezik, a zatim i književnost na Filozofskom fakultetu. U Berkeleyju, Kalifornija, školske godine 1961./1962. studirao je američku književnost.
Prevodio je s njemačkoga, engleskoga, ruskoga i francuskoga jezika. Tijekom 25 godina radio je kao urednik u Nakladnom zavodu Znanje i potpisao 260 naslova u biblioteci HIT, oko 160 naslova u biblioteci ITD, osamdesetak knjiga u biblioteci Evergrin, te niz kompleta, izabranih djela i posebnih izdanja.
Surađivao je s mnogim prevoditeljima, a između ostalih, na dva prijevoda s njim je radila i njegova supruga Neda.
Od 1994. godine bio je u mirovini, ali i dalje je prevodio i uređivao knjige za razne nakladnike, napose za Algoritam. U Algoritmu imao je i svoju ediciju, "Zlatko Crnković vam predstavlja", u kojoj je potpisao pedesetak naslova.
Nakon odlaska u mirovinu, odlučuje se na sređivanje godinama skupljane različite dokumentacije, na autorsko dopunjavanje i objavljivanje. Tako je 1998. godine objelodanio zbirku eseja Knjige moga života i izabrana pisma razmijenjena s Ivanom Aralicom Pisac i njegov urednik. Objavio je i vlastitu memoarsku prozu Prošla baba s kolačima (2002.), te zbirku zapisa Knjigositnice (2003.). Knjigu snova objavljuje 2003. godine a izabor pisma, razmijenjenih s Ivanom Kušanom, objavljuje pod nazivom  Oko Sljemena i globusa (2006.). Carske mrvice (2009.) "književne su cvebe za čitatelja koji želi zaviriti s onu stranu književnih institucija"
Umro je u Zagrebu, 2. studenoga 2013. godine.

### Prijevodi
| Autor                             | Naziv prijevoda                                                        | Naziv originala                                                                               | Mjesto i godina izdanja               |
| --------------------------------- | ---------------------------------------------------------------------- | --------------------------------------------------------------------------------------------- | ------------------------------------- |
| Amis, Kingsley                    | Sretni Jim                                                             | Lucky Jim                                                                                     | Zagreb, 1962.                         |
| Barnes, Julian                    | Flaubertova papiga                                                     | Flaubert's Parrot                                                                             | Zagreb, 1990.                         |
| Bazin, Herve                      | Guja u šaci                                                            | Vipère au poing                                                                               | Zagreb, 1991.                         |
| Berendt, John                     | Ponoć u vrtu dobra i zla                                               | Midnight in the Garden of Good and Evil                                                       | Zagreb, 1997.                         |
| Birger, Trudi                     | Kćerin dar majci: sjećanja iz doba holokausta                          | A Daughter's Gift of Love                                                                     | Zagreb, 2002.                         |
| Bukowski, Charles                 | Pošta                                                                  | Post Office                                                                                   | Koprivnica, 2003.                     |
| Bukowski, Charles                 | Faktotum                                                               | Faktotum                                                                                      | Zagreb, 1987.                         |
| Bukowski, Charles                 | Glazba vrele vode                                                      | Hot Watermusic                                                                                | Koprivnica, 2000.                     |
| Bulgakov, Mihail Afanasjevič      | Kobna jaja                                                             | Роковые яйца                                                                                  | Zagreb, 2000.                         |
| Camus, Albert                     | Stranac                                                                | L'Étranger                                                                                    | Zagreb, 1980.                         |
| Canetti, Elias                    | Igra očiju : životna povijest 1931-1937                                | Das Augenspiel                                                                                | Zagreb, 1989.                         |
| Canetti, Elias                    | Spašeni jezik : povijest jedne mladosti                                | Die Gerettete Zunge                                                                           | Zagreb, 1982.                         |
| Capote, Truman                    | Doručak kod Tiffanyja                                                  | Breakfast at Tiffany's                                                                        | Zagreb, 1991.                         |
| Capote, Truman                    | Uslišane molitve                                                       | Answered Prayers                                                                              | Zagreb, 1991.                         |
| Christie, Agatha                  | Tko je ubio Rogera Ackroyda?                                           | The Murder of Roger Ackroyd                                                                   | Zagreb, 1976; Zagreb, Novi Sad, 1986. |
| Christie, Agatha                  | Ubojstvo u Mezopotamiji                                                | Murder in Mesopotamia                                                                         | Zagreb, 1976; Zagreb, Novi Sad, 1986. |
| Churchill, Winston Spencer        | Drugi svjetski rat (1-2)                                               | The Second World War                                                                          | Zagreb, 2002.                         |
| De Botton, Alain                  | Kako vam Proust može promijeniti život                                 | How Proust Can Change Your Life                                                               | Zagreb, 1999.                         |
| Dickens, Charles                  | Oliver Twist ili Život općinskog djeteta                               | Oliver Twist                                                                                  | Zagreb, 1984.                         |
| Doctorow, Edgar Laurence          | Ragtime                                                                | Ragtime                                                                                       | Zagreb, 1981.                         |
| Dostojevski, Fjodor Mihajlovič    | Braća Karamazovi                                                       | Братья Карамазовы                                                                             | Rijeka, 1997.                         |
| Dostojevski, Fjodor Mihajlovič    | Dječak s Kristom kiti božićno drvce                                    | Мальчик у Христа на елке                                                                      | Zagreb, 1997.                         |
| Dostojevski, Fjodor Mihajlovič    | Idiot                                                                  | Идиот                                                                                         | Zagreb, 1982.                         |
| Dostojevski, Fjodor Mihajlovič    | Iz Piščeva dnevnika                                                    | Дневник писателя                                                                              | Zagreb, 1975.                         |
| Dostojevski, Fjodor Mihajlovič    | Kockar                                                                 | Игрок                                                                                         | Zagreb, 1982.                         |
| Dostojevski, Fjodor Mihajlovič    | Mladac                                                                 | Подросток                                                                                     | Zagreb, 1982.                         |
| Dostojevski, Fjodor Mihajlovič    | Zločin i kazna                                                         | Преступление и наказание                                                                      | Zagreb, 1977.                         |
| Durrell, Lawrence                 | Justine                                                                | Justine                                                                                       | Zagreb, 1997.                         |
| Ende, Michael                     | Priča bez kraja                                                        | Die unendliche Geschichte: Von A bis Z                                                        | Zagreb, 1995.                         |
| Eschker, Wolfgang                 | Smrt u Trstu                                                           | Tod in Triest                                                                                 | Durieux 1995.                         |
| Faulkner, William                 | Pripovijetke                                                           | Collected stories                                                                             | Zagreb, 1977.                         |
| Forster, Edward Morgan            | Put do Indije                                                          | A Passage to India                                                                            | Zagreb, 1981.                         |
| Gide, Andre                       | Vatikanski podrumi                                                     | Les caves du Vatican                                                                          | Opatija, 1980.                        |
| Giono, Jean                       | Čovjek koji je sadio drveće                                            | L'homme qui plantait des arbres                                                               | Zagreb, 2000.                         |
| Gogolj, Nikolaj Vasiljevič        | Mrtve duše                                                             | Мёртвые души                                                                                  | Zagreb, 1980.                         |
| Gogolj, Nikolaj Vasiljevič        | Kabanica i druge pripovijetke                                          | Шинель                                                                                        | Zagreb, 1998.                         |
| Golding, William                  | Gospodar muha                                                          | Lord of the Flies                                                                             | Zagreb, 1999.                         |
| Golding, William                  | Zvonik                                                                 | The Spire                                                                                     | Zagreb, 1985.                         |
| Gorki, Maksim                     | Djetinjstvo                                                            | Детство                                                                                       | Zagreb, 1987.                         |
| Hailey, Arthur                    | Aerodrom                                                               | Airport                                                                                       | Zagreb, 1986.                         |
| Hauptmann, Gerhart                | Gerhart Hauptmann                                                      | Sämtliche werke                                                                               | Zagreb, 1998.                         |
| Heller, Joseph                    | Kvaka 22                                                               | Catch-22                                                                                      | Rijeka, 1969.                         |
| Hemingway, Ernest                 | Starac i more                                                          | The Old Man and the Sea                                                                       | Zagreb, 1998.                         |
| Huxley, Aldous Leonard            | Vrijeme mora jednom stati                                              | Time Must Have a Stop                                                                         | Zagreb, 1965.                         |
| Iljf-Petrov                       | Dvanaest stolica                                                       | Двенадцать стульев                                                                            | Zagreb, 1990.                         |
| Kafka, Franz                      | Pisma Mileni                                                           | Briefe an Milena                                                                              | Zagreb, 1968.                         |
| Kafka, Franz                      | Proces                                                                 | Der Prozeß                                                                                    | Zagreb, 1979.                         |
| Kafka, Franz                      | Proces ; Preobrazba                                                    | Der Prozeß. Die Verwandlung.                                                                  | Zagreb, 1994.                         |
| Kafka, Franz                      | Umjetnik u gladovanju : priče objavljene za autorova života            | Ein Hungerkünstler                                                                            | Koprivnica, 1999.                     |
| Kästner, Erich                    | Trojica u snijegu                                                      | Drei Männer im Schnee                                                                         | Zagreb, 1999.                         |
| Kishon, Ephraim                   | Blago onome tko vjeruje                                                | Wer´s glaubt, wird selig                                                                      | Zagreb, 2001.                         |
| Kishon, Ephraim                   | Jabuka je svemu kriva : upute za uporabu deset zapovijedi              | Ein Apfel ist an allem schuld                                                                 | Zagreb, 1999.                         |
| Kishon, Ephraim                   | Jednodnevne mušice žive dulje                                          | Eintagsfliegen leben länger                                                                   | Zagreb, 2003.                         |
| Kishon, Ephraim                   | Još malo pa istina: priča o mojim pričama                              | Beinahe die Wahrheit                                                                          | Zagreb, 1987.                         |
| Kishon, Ephraim                   | Knjiga za porezne obveznike                                            | Kishon für Steuerzahler                                                                       | Zagreb, 1993.                         |
| Kishon, Ephraim                   | Kućna apoteka za zdrave                                                | Kishons Hausapotheke für Gesunde                                                              | Zagreb, 1989.                         |
| Kishon, Ephraim                   | Mein Kamm (Moj češalj)                                                 | Mein Kamm                                                                                     | Zagreb, 1998.                         |
| Kishon, Ephraim                   | Ništa tu Abraham ne može                                               | Abraham kann nichts dafür                                                                     | Zagreb, 1990.                         |
| Kishon, Ephraim                   | Pomozi sirotu na svoju sramotu                                         | Undank ist der Welten Lohn. Ein satirischer Nachruf                                           | Zagreb, 1992.                         |
| Kishon, Ephraim                   | Priručnik za menadžere                                                 | Kishon für Manager                                                                            | Zagreb, 2000.                         |
| Kishon, Ephraim                   | Srećković                                                              | Der Glückspilz                                                                                | Zagreb, 2004.                         |
| Kishon, Ephraim                   | Šalu na stranu                                                         | Nichts zu lachen                                                                              | Opatija, 1995.                        |
| Kishon, Sara                      | Voljeni moj lažljivac                                                  | Mein geliebter Lügner                                                                         | Zagreb, 1997.                         |
| Le Carre, John                    | Špijun koji se sklonio u zavjetrinu                                    | The Spy Who Came in from the Cold                                                             | Zagreb, 1981.                         |
| Le Clézio, Jean Marie-Gustave     | Mondo i druge priče                                                    | Mondo et autres histoires                                                                     | Zagreb, 1997.                         |
| Levin, Meyer                      | Zločin stoljeća                                                        | Compulsion                                                                                    | Zagreb, 1964.                         |
| Ljermontov, Mihail Jurjevič       | Junak našeg doba                                                       | Герой нашего времени                                                                          | Zagreb, 1981.                         |
| Mailer, Norman                    | Genije i požuda : Henry Miller u svojim najboljim djelima              | Genius and Lust                                                                               | Zagreb, 1980.                         |
| Malcolm, Noel                     | Povijest Bosne                                                         | Bosnia: A Short History                                                                       | Zagreb, 1995.                         |
| Mandeljštam, Nadežda              | Strah i nada                                                           | Воспоминания                                                                                  | Zagreb, 1988.                         |
| Mann, Thomas                      | Čarobna gora                                                           | Der Zauberberg                                                                                | Zagreb, 1994.                         |
| Mann, Thomas                      | Smrt u Veneciji i druge priče                                          | 1. Der Bajazzo 2. Gladius Dei 3. Das Eisenbahnunglueck 4. Der Tod in Venedig.                 | Zagreb, 1998.                         |
| Mann, Thomas                      | Tonio Kroeger                                                          | Die Erzaehlungen                                                                              | Zagreb, 2002.                         |
| McCarthy, Mary                    | Ona i njezino društvo                                                  | The company she keeps                                                                         | Rijeka, 1971.                         |
| McCourt, Frank                    | Angelin prah                                                           | Angela's Ashes                                                                                | Zagreb, 1999.                         |
| McCourt, Frank                    | Irac u New Yorku                                                       | 'Tis                                                                                          | Zagreb, 2002.                         |
| Metalious, Grace                  | Povratak u gradić Peyton                                               | Return to Peyton Place                                                                        | Zagreb, 1969. (1970.)                 |
| Miller, Henry                     | Crno proljeće                                                          | Black Spring                                                                                  | Rijeka, 1978.                         |
| Miller, Henry                     | Knjige mog života                                                      | The Books in My Life                                                                          | Zagreb, 1979.                         |
| Miller, Henry                     | Kolos iz Maroussija                                                    | The Colossus of Maroussi                                                                      | Zagreb, 1978.                         |
| Miller, Henry                     | Mirni dani na Clichyju                                                 | Quiet days in Clichy                                                                          | Rijeka, 1971.                         |
| Miller, Henry                     | Predraga moja Brenda                                                   | Dear, Dear Brenda                                                                             | Zagreb, 1987.                         |
| Miller, Henry                     | Sexus                                                                  | Sexus                                                                                         | Rijeka, 1978.                         |
| Nabokov, Vladimir Vladimirovič    | Lolita                                                                 | Lolita                                                                                        | Rijeka, 1968.                         |
| Nekrasov, Viktor Platonovič       | U rodnom gradu                                                         | В родном городе                                                                               | Zagreb, 1959.                         |
| Oz, Amos                          | Crna kutija                                                            | Black Box                                                                                     | Zagreb, 2001.                         |
| Pagnol, Marcel                    | U slavu mog oca                                                        | La gloire de mon pere. Souvenirs d'enfance                                                    | Zagreb, 1985.                         |
| Pagnol, Marcel                    | Vrijeme tajni: uspomene iz djetinjstva                                 | Le temps des secrets                                                                          | Zagreb, 1987.                         |
| Payne, C. D.                      | Pobunjeni mladac                                                       | Youth in revolt                                                                               | Zagreb, 1998.                         |
| Pirincci, Akif                    | Felidae                                                                | Felidae                                                                                       | Zagreb, 1997.                         |
| Poe, Edgar Allan                  | Gavran                                                                 | The Raven                                                                                     | Zagreb, Varaždin, 1996.               |
| Poe, Edgar Allan                  | Priče                                                                  | Selected Tales                                                                                | Zagreb, 1986.                         |
| Proust, Marcel                    | Combray                                                                | A la recherce du temps perdu, tome I                                                          | Zagreb, 1996.                         |
| Roth, Philip                      | Portnoyeva boljka                                                      | Portnoy's Complaint                                                                           | Rijeka, 1970.                         |
| Rowling, Joanne Kathleen          | Harry Potter i kamen mudraca                                           | Harry Potter and the Philosopher’s Stone                                                      | Zagreb, 2000.                         |
| Rowling, Joanne Kathleen          | Harry Potter i odaja tajni                                             | Harry Potter and the Chamber of Secrets                                                       | Zagreb, 2001.                         |
| Rowling, Joanne Kathleen          | Harry Potter i zatočenik Azkabana                                      | Harry Potter and the Prisoner of Azkaban                                                      | Zagreb, 2000.                         |
| Sartre, Jean Paul                 | Mučnina                                                                | La Nausée                                                                                     | Zagreb, 1997.                         |
| Shaw, Irwin                       | Glasovi ljetnog dana                                                   | Voices of a Summer Day                                                                        | Zagreb, 1969.                         |
| Singer, Isaac Bashevis            | Priče za djecu                                                         | Stories for Children                                                                          | Zagreb, 2000.                         |
| Singer, Isaac Bashevis            | Rob                                                                    | The Slave                                                                                     | Zagreb, 2002.                         |
| Solženjicin, Aleksandar Isajeevič | Jedan dan Ivana Denisoviča                                             | Один день Ивана Денисовича                                                                    | Zagreb, 1982.                         |
| Sparks, Nicholas                  | Zima za dvoje                                                          | The Notebook                                                                                  | Zagreb, 1997.                         |
| Stern, Horst                      | Čovjek iz Apulije                                                      | Mann aus Apulien                                                                              | Zagreb, 1993.                         |
| Süskind, Patrick                  | Priča o gospodinu Sommeru                                              | Die Geschichte von Herrn Sommer                                                               | Rijeka, 1997.                         |
| Talese, Gay                       | Žena bližnjega tvoga                                                   | The Neighbor's Wife                                                                           | Zagreb, 1984.                         |
| Tolkien, John Ronald Reuel        | Gospodar prstenova: - Prstenova družina - Dvije kule - Povratak kralja | The Lord of the Rings: - The Fellowship of the Ring - The Two Towers - The Return of the King | Zagreb, Algoritam, 1995-1996          |
| Tolkien, John Ronald Reuel        | Hobit                                                                  | The Hobbit                                                                                    | Zagreb, 1994.                         |
| Tolkien, John Ronald Reuel        | Pisma Djeda Božićnjaka                                                 | The Father Christmas Letters                                                                  | Zagreb, 2002.                         |
| Tolkien, John Ronald Reuel        | Roverandom                                                             | Roverandom                                                                                    | Zagreb, 1998.                         |
| Tolstoj, Lav Nikolajevič          | Obiteljska sreća                                                       | Семейное счастье                                                                              | Zagreb, 1961.                         |
| Tolstoj, Lav Nikolajevič          | Rat i mir                                                              | Война и мир                                                                                   | Zagreb, 1960.                         |
| Townsend, Sue                     | Adrian Mole na pragu zrelosti                                          | True Confessions of Adrian Mole                                                               | Zagreb, 1992.                         |
| Townsend, Sue                     | Novi jadi Adriana Molea                                                | The Growing Pains of Adrian Mole                                                              | Zagreb, 1987.                         |
| Townsend, Sue                     | Tajni dnevnik Adriana Molea                                            | The Secret Diary of Adrian Mole Aged 13 3/4                                                   | Zagreb, 1989.                         |
| Tucholsky, Kurt                   | Rheinsberg - Dvorac Gripsholm                                          | Rheinsberg; Schloss Gripsholm                                                                 | Rijeka, 1996.                         |
| Turgenjev, Ivan Sergejevič        | Lovčevi zapisi                                                         | Записки охотника                                                                              | Zagreb, 1962.                         |
| Turgenjev, Ivan Sergejevič        | Očevi i djeca                                                          | Отцы и дети                                                                                   | Zagreb, 1991.                         |
| Twain, Mark                       | Dnevnik Adama i Eve i druge pripovijetke                               | The Diaries of Adam and Eve                                                                   | Zagreb, 1964.                         |
| Twain, Mark                       | Novinarstvo u Tennesseeju i druge priče                                | Journalism in Tennessee                                                                       | Zagreb, 1982.                         |
| Twain, Mark                       | Pustolovine Huckleberryja Finna                                        | The Adventures of Huckleberry Finn                                                            | Zagreb, 1986.                         |
| Wallace, Irving                   | Ljubav na američki način                                               | The Chapman Report                                                                            | Zagreb, 1969.                         |
| Waugh, Evelyn                     | Časnici i gospoda                                                      | Officers and Gentlemen                                                                        | Zagreb, 1993.                         |
| Waugh, Evelyn                     | Ljudi pod oružjem                                                      | Men at Arms                                                                                   | Zagreb, 1993.                         |
| Waugh, Evelyn                     | Bezuvjetna predaja                                                     | Unconditional surrender                                                                       | Zagreb, 1993.                         |
| Wilde, Oscar                      | De profundis                                                           | De profundis                                                                                  | Zagreb, 1987.                         |
| Wilde, Oscar                      | Socijalizam i ljudska duša                                             | The Soul of Man Under Socialism                                                               | Zagreb, 1987.                         |
| Yourcenar, Marguerite             | Hadrijanovi memoari                                                    | Memories d'Hadrien                                                                            | Rijeka, 2002.                         |

### Članci, prilozi i eseji
- "Braća Karamazovi", u: Dostojevski, Fjodor Mihajlovič, Braća Karamazovi: roman u četiri dijela, s epilogom, Rijeka, Otokar Keršovani, 1997.,
- "Djetinjstvo u Slavoniji", Republika, 57 (2001), 11/12, str. 107-125.
- "Franz Kafka u Hrvatskoj", u: Kafka, Franz, Proces ; Preobrazba, Rijeka, Otokar Keršovani, 2002.
- "Hemingway u Hrvatskoj", u: Hemingway, Ernest, Starac i more, Zagreb, ABC naklada, 1998.
- "Ima li kraja priči bez kraja?", u: Ende, Michael, Priča bez kraja, Zagreb, Slon, 1995.; u: Ende, Michael, Priča bez kraja: od A do Z, Zagreb, Mozaik knjiga, 2003.
- "Imate li kishonbran?", Feral Tribune, 963 (2004)
- "Intervju kao književna forma", u; Žutelija, Željko, Mostovi, Rijeka, Otokar Keršovani, 2000.
- "Kad Udba »redigira«", Feral Tribune, 961 (2004.)
- "Književni kritičar ili feljtonist?", u: Tenžera, Veselko, Želja za dobrim kupanjem: o stranim piscima, Zagreb, Znanje, 1992.
- "Međunarodni majstor humora", u: Kishon, Ephraim, Kod kuće je najgore: obiteljske priče, Zagreb, Hena com, 1996.
- "Momo, zašto ne plačeš?", Feral Tribune, 962 (2004.)
- "Naš čovjek u Londonu", u: Krsto Cviić, Pogled izvana: političke kozerije, Zagreb, Nakladni zavod Znanje, 1994.
- "O George Eliotovoj i njenom »Middlemarchu«", u: Eliot, George, Middlemarch, Zagreb, Matica hrvatska, 1961.
- "Oko Sljemena i globusa" : [izabrana pisma] / Ivan Kušan i Zlatko Crnković, Književna republika, 1-2 (2004.), str. 89-106.
- "Pisma iz 1973. i 1974. godine", Republika, 56 (2000.), 7/9, str. 202-216.
- "Posjet bratu u partizanima 1943.", Republika, 57 (2001.), 3/4, str. 77-97.
- "Pripovjedaštvo Wolfganga Eschkera", Forum, 38 (1999.), knj. 71, 7/9, str. 900-914.
- "Proza Wolfganga Eschkera", Republika, 51 (1995.), 3/4, str. 128-153.
- "Recepcija Winstona S. Churchilla u Hrvatskoj", u: Churchill, VVinston Spencer, Drugi svjetski rat, Zagreb, Školska knjiga, 2002.
- "Riječ-dvije o izvješću Evelyna Waugha o Katoličkoj crkvi u Hrvatskoj 1945. godine", Marulić, 27 (1994.), 1, str. 12-30.
- "Skeptični sanjar", u: Ljermontov, Mihail Jurjevič, Junak našeg doba, Zagreb, Školska knjiga, 1981. (1982., 1992., 2002.)
- "Spoj pripovjedaštva i znanstvenosti", u: Pavličić, Pavao, Rukoljub : pisma slavnim ženama, Zagreb, Slon, 1995.
- "Što sve sanjam?", Republika, 53 (1997), l/2,str. 163-174.
- "Turgenjev u Hrvata", u: Turgenjev, Ivan Sergejevič, Lovčevi zapisi, Opatija, Otokar Keršovani, 1995.
- "Ukratko o životu i djelu Evelyna Waugha", u: Waugh, Evelvn, Bezuvjetna predaja, Zagreb, Znanje, 1993.
- "Vječni sukob među generacijama", u: Turgenjev, Ivan Sergejevič, Očevi i djeca, Zagreb, Školska knjiga, 1991. (1996.)
- "Winston S. Churchill: kronologija života i rada", u: Churchill, Winston Spencer, Drugi svjetski rat, Zagreb, Školska knjiga, 2002.
- "Zaboravljena prevoditeljica", Republika, 58 (2002.), 7/9, str. 73-81. Zločin i naobrazba, Feral Tribune, 956 (2004.)

### Knjige
- "Knjige mog života", SysPrint, Zagreb, 1998; Rijeka, 2003.
- "Pisac i njegov urednik" (izabrana pisma Ivana Aralice i Zlatka Crnkovića), Znanje, Zagreb, 1998.
- "Prošla baba s kolačima" (Uspomene u 7 poglavlja), Otokar Keršovani, Rijeka, 2002.
- "Knjiga snova (1956. – 2002.)" (Dvostruki život uredničke legende), Hena Com, Zagreb, 2003.
- "Knjigositnice", Otokar Keršovani, Rijeka, 2003,
- "Oko Sljemena i globusa" (Izabrana pisma 1946-1997. Zlatka Crnkovića i Ivana Kušana), Profil, Zagreb, 2006.
- "Carske mrvice", Znanje, Zagreb, 2009.

### Predgovori
- Kafka, Franz: "Proces" ; Preobrazba, Zagreb, ABC naklada, 1997.
- Kušan, Ivan, "Uzbuna na Zelenom Vrhu", Zagreb, Mozaik knjiga, 2001.
- Poe, Edgar Allan : "Gavran", Zagreb, Konzor; Varaždin, Katarina Zrinski, 1996.
- Singer, Isaac Bashevis: "Priče za djecu", Zagreb, Mozaik knjiga, 2000.

### Pogovori
- Dickens, Charles: "Život i doživljaji Nikholasa Nicklebyja", Zagreb, Matica hrvatska, 1959.
- Dostojevski, Fjodor Mihajlovič: "Bijedni ljudi", Zagreb, Znanje, 1975. (1982.)
- Dostojevski, Fjodor Mihajlovič, "Bijele noći", Zagreb, Znanje, 1982.
- Dostojevski, Fjodor Mihajlovič, "Iz Piščeva dnevnika", Zagreb, Znanje, 1975.
- Dostojevski, Fjodor Mihajlovič, "Kockar", Zagreb, Znanje, 1982. Dostojevski, Fjodor Mihajlovič, "Mladac: roman", Zagreb, Znanje, 1982.
- Dostojevski, Fjodor Mihajlovič, "Poniženi i uvrijeđeni", Zagreb, Znanje, 1982.
- Dostojevski, Fjodor Mihajlovič, "Zapisi iz mrtvog doma", Zagreb, Znanje, 1982.
- Dostojevski, Fjodor Mihajlovič, "Zločin i kazna", Zagreb, Znanje, 1982.
- Kaestner, Erich, "Iščezla minijatura ili Dogodovštine tankoćutnog mesara", Zagreb, Matica hrvatska, 1963.
- Turgenjev, Ivan Sergejevič, "Lovčevi zapisi", Zagreb, Matica hrvatska, 1963.
- Turgenjev, Ivan Sergejevič, "Očevi i djeca" ; "Uoči novih dana", Zagreb, Matica hrvatska, 1963.
- Turgenjev, Ivan Sergejevič, "Plemićko gnijezdo" ; "Rudin", Zagreb, Matica hrvatska, 1963.

## Nagrade
- 1971.: Nagrada Društva prevoditelja.
- 1986.: Nagrada Društva prevoditelja.
- 2006.: Nagrada "Kiklop", kao "Urednik godine".
- 2011.: Nagrada "Iso Velikanović" za životno djelo u području književnoga prevodilaštva.[4]

## Vanjske poveznice
- Razgovor sa Zlatkom Crnkovićem Arhivirana inačica izvorne stranice od 25. veljače 2012. (Wayback Machine) za Nacional